# VenhoevenCS
VenhoevenCS is een Nederlands architectenbureau dat in 1995 in Amsterdam werd opgericht door Ton Venhoeven. Het bureau beschikt over een groot team van architecten, urban planners, Interieurarchitecten en technische ingenieurs.

## Portfolio
VenhoevenCS leverde onder andere het ontwerp van de volgende gebouwen en of projecten:

### China
- LiZe, Beijing (2016)
- Metrolijn 3, Beijing (2016 - 2022)

### Frankrijk
- Centre aquatique olympique, Saint-Denis (2016 - 2024)

### Nederland
- Podium26, Arnhem (ontwerp)
- Stationsrenovaties en toegankelijkheid van Haarlem Spaarnwoude - Bloemendaal - Den Helder Zuid - Driehuis - Alkmaar Noord - Heeze - Tilburg Reeshof en Arnhem Presikhaaf (2015 - 2021)
- Snellius, Leiden (2016)
- Het Platform, Utrecht (2015 - 2020)
- Brug 2189, Amsterdam
- Amst, woon/winkelcomplex, Julianaplein, Amsterdam (2018-2023)

### Fotogalerij

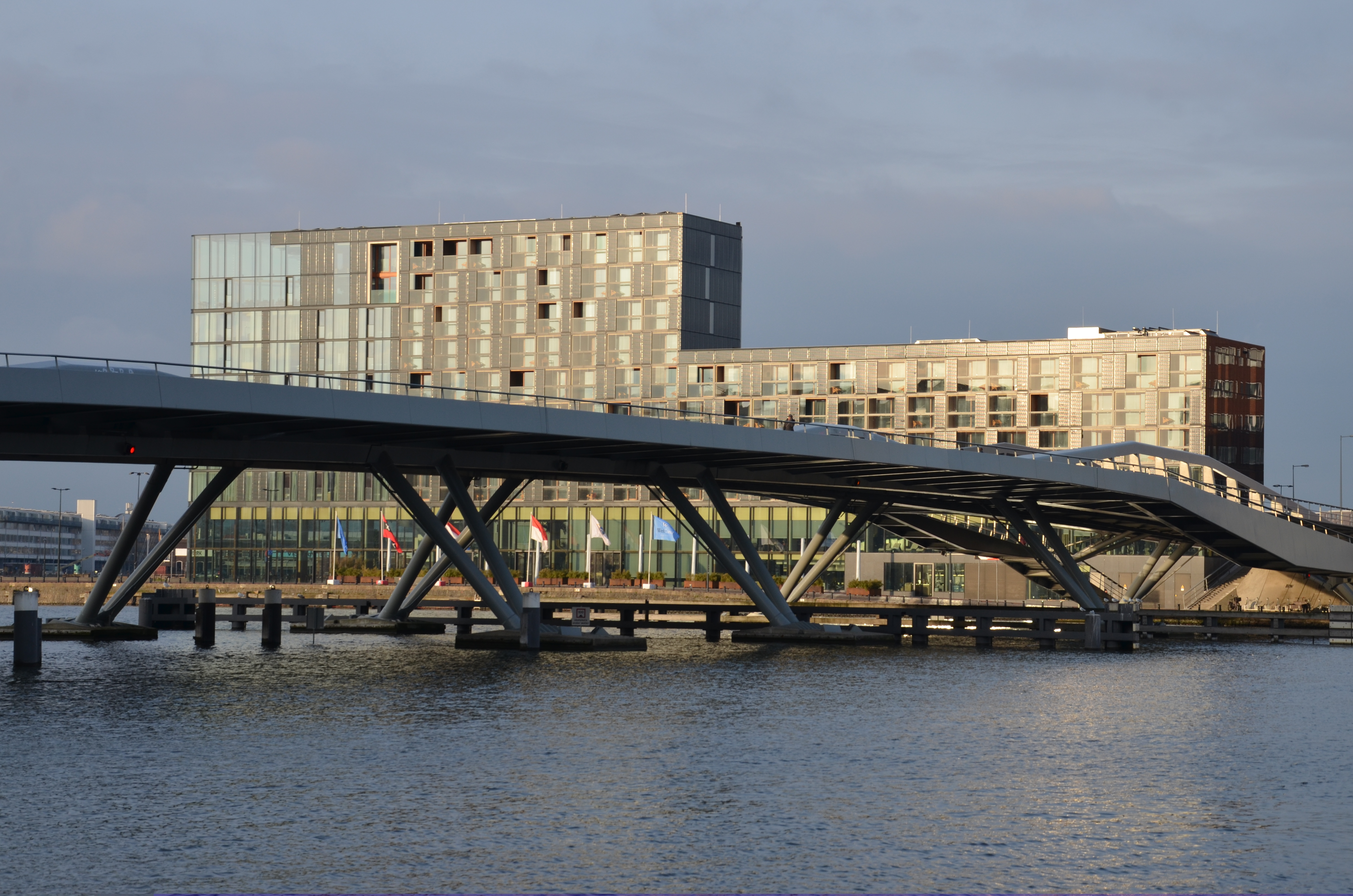
2001 - Jan Schaeferbrug, Amsterdam
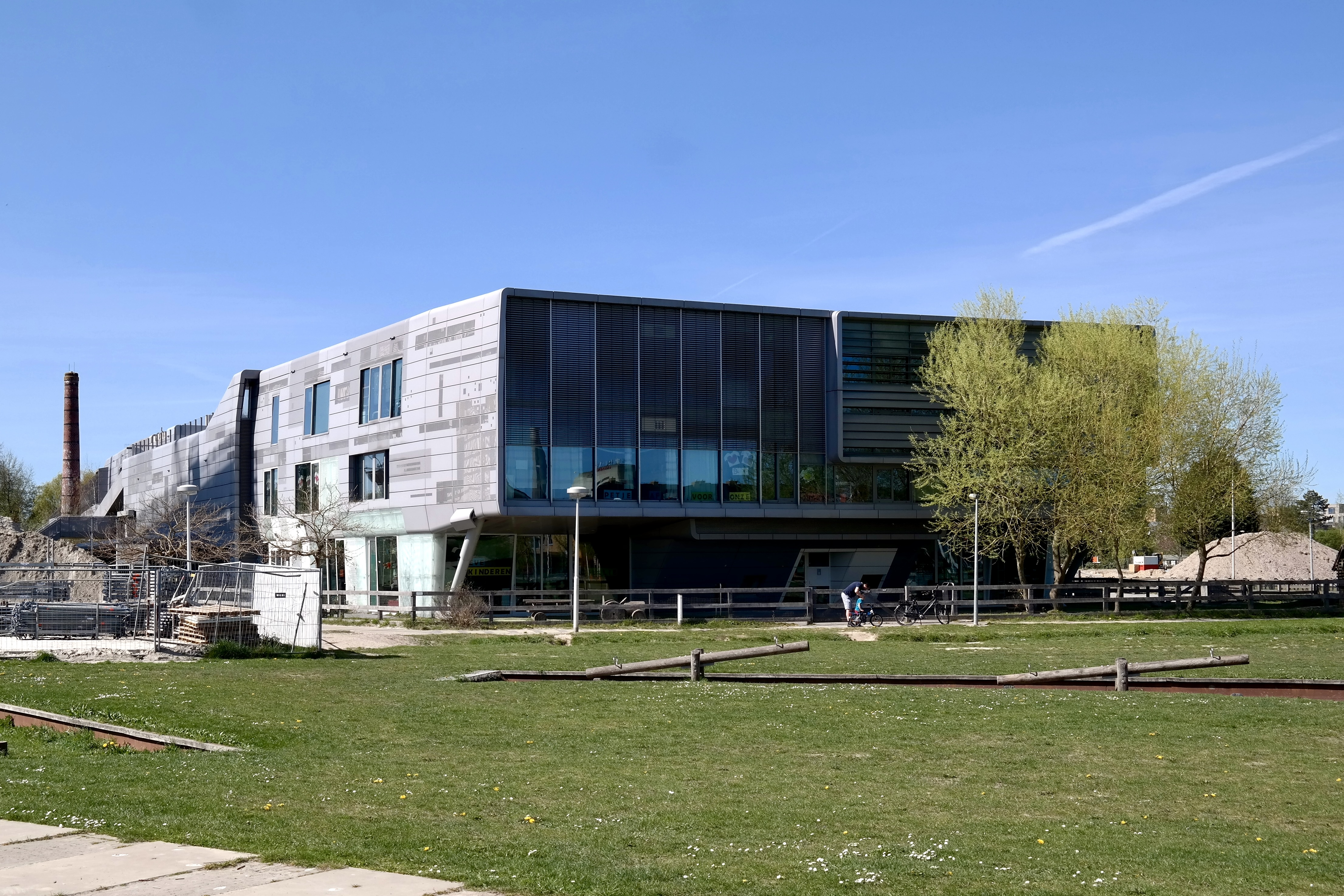
2006 - Multifunctionele accommodatie Het Zand, Utrecht
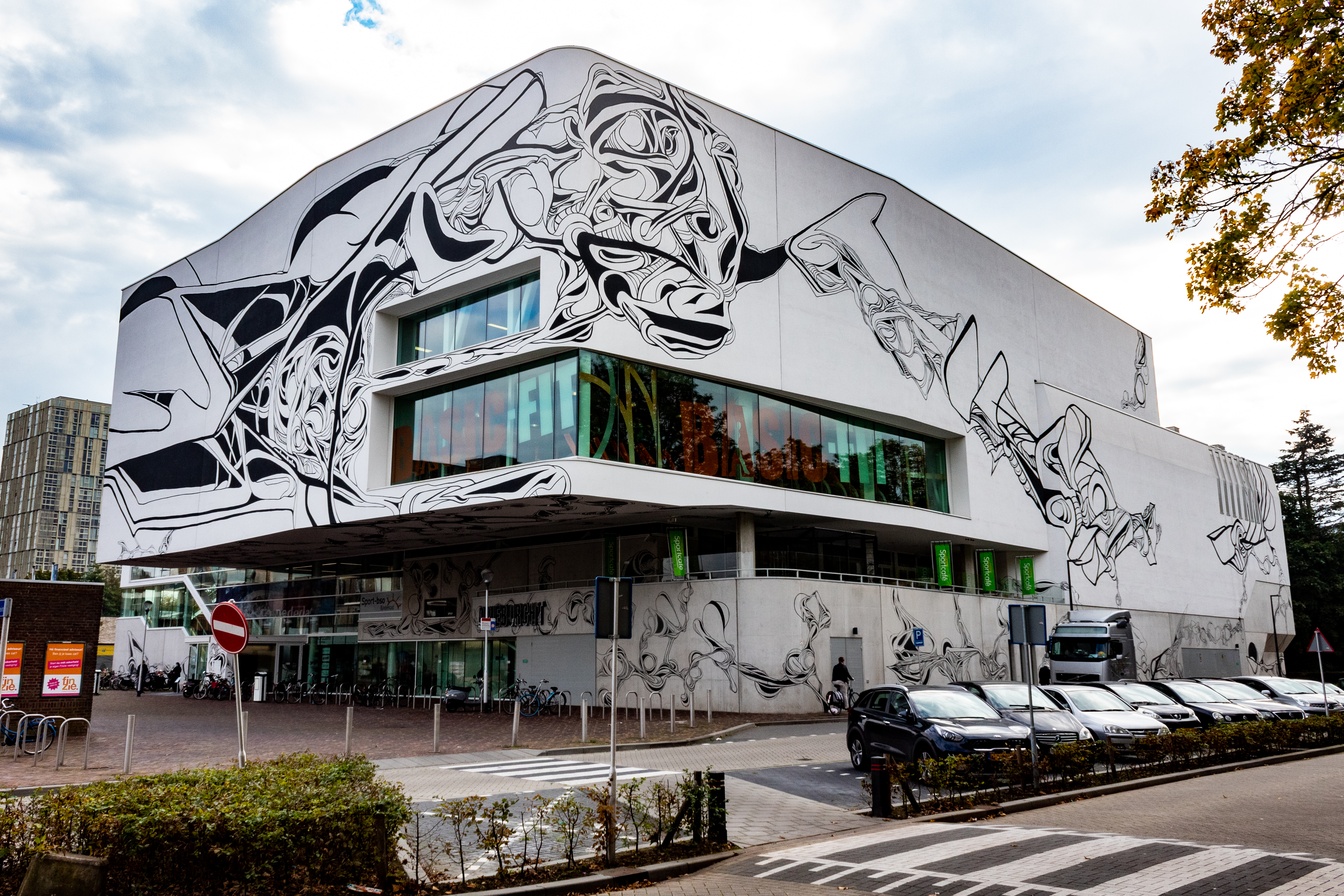
2013 - Sportcomplex Drieburcht, Tilburg
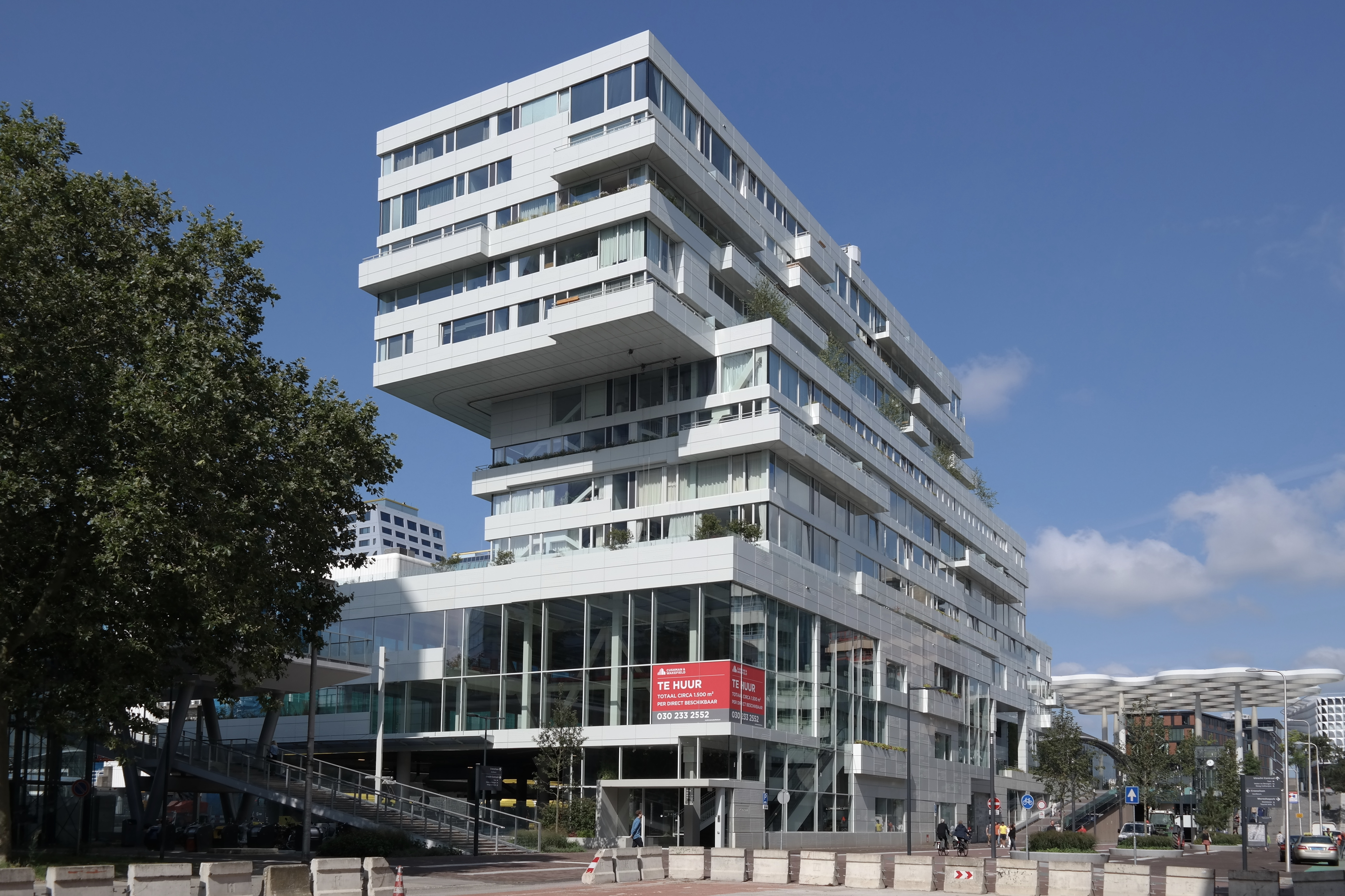
2020 - Het Platform Utrecht